# (35507) 1998 FY43
1998 FY43 (asteroide 35507) é um asteroide da cintura principal. Possui uma excentricidade de 0.18896990 e uma inclinação de 10.57052º.
Este asteroide foi descoberto no dia 20 de março de 1998 por LINEAR em Socorro.